# Dicranomyia (Dicranomyia) tenuicula
Dicranomyia (Dicranomyia) tenuicula is een tweevleugelige uit de familie steltmuggen (Limoniidae). De soort komt voor in het Oriëntaals gebied.